# Гракл нікарагуанський
Гракл нікарагуанський (Quiscalus nicaraguensis) — вид горобцеподібних птахів родини трупіалових (Icteridae).

## Поширення
Поширений на заході Нікарагуа та півночі Коста-Рики. Трапляється в основному в районі озер Нікарагуа і Манагуа, але його ареал дещо розширився за рахунок вирубки лісів і створення пасовищ людиною. Можливо, він нещодавно поширився до Коста-Рики, де його можна знайти в окрузі Каньо-Негро. Гніздиться лише в болотистій місцевості, але шукає їжу в чагарниках, вологих пасовищах, уздовж берегів озер і річок.

## Опис
Це птах середнього розміру з досить довгим хвостом, дзьобом і ногами. Дзьоб і ноги чорні, а очі блідо-жовті. Довжина самця становить близько 31 см, а самиці — близько 25 см. Оперення дорослого самця повністю чорне з райдужним фіолетовим блиском на череві та хвості, фіолетово-зеленим на голові, спині та грудях і синьо-зеленим на більшій частині крила. Хвіст самця має V-подібну форму, піднімається від центру до зовнішніх пір'я. Незрілі самці більш тьмяні та менш яскраві, ніж дорослі, з коричневим животом і стегнами. Самиця коричнева зверху зі блідою надбрівною смугою, що стає помітнішою завдяки темним лоруму та вушними покривами. Стегна, боки та криючі покриви хвоста темно-коричневі, тоді як решта нижньої сторони рудувата, темніша у верхній частині грудей і блідіша на горлі та животі.

## Спосіб життя
Нікарагуанський гракл може бути моногамним або бігамним — самці іноді спаровуються з двома самками. Він гніздиться колоніями з менше ніж десять гнізд у кущах і деревах, що межують з болотами. Гніздо — це грубо сконструйована чашка з рослинного матеріалу.